# Lopuch větší
Lopuch větší (Arctium lappa) je dvouletá bylina z čeledi hvězdnicovité, rostoucí jako plevel často na smetištích, rumištích a kolem cest. Rodové jméno lopuch souvisí se slovem lupen (list). Výraz lopušice však označuje devětsil lékařský nebo podběl obecný.

## Popis

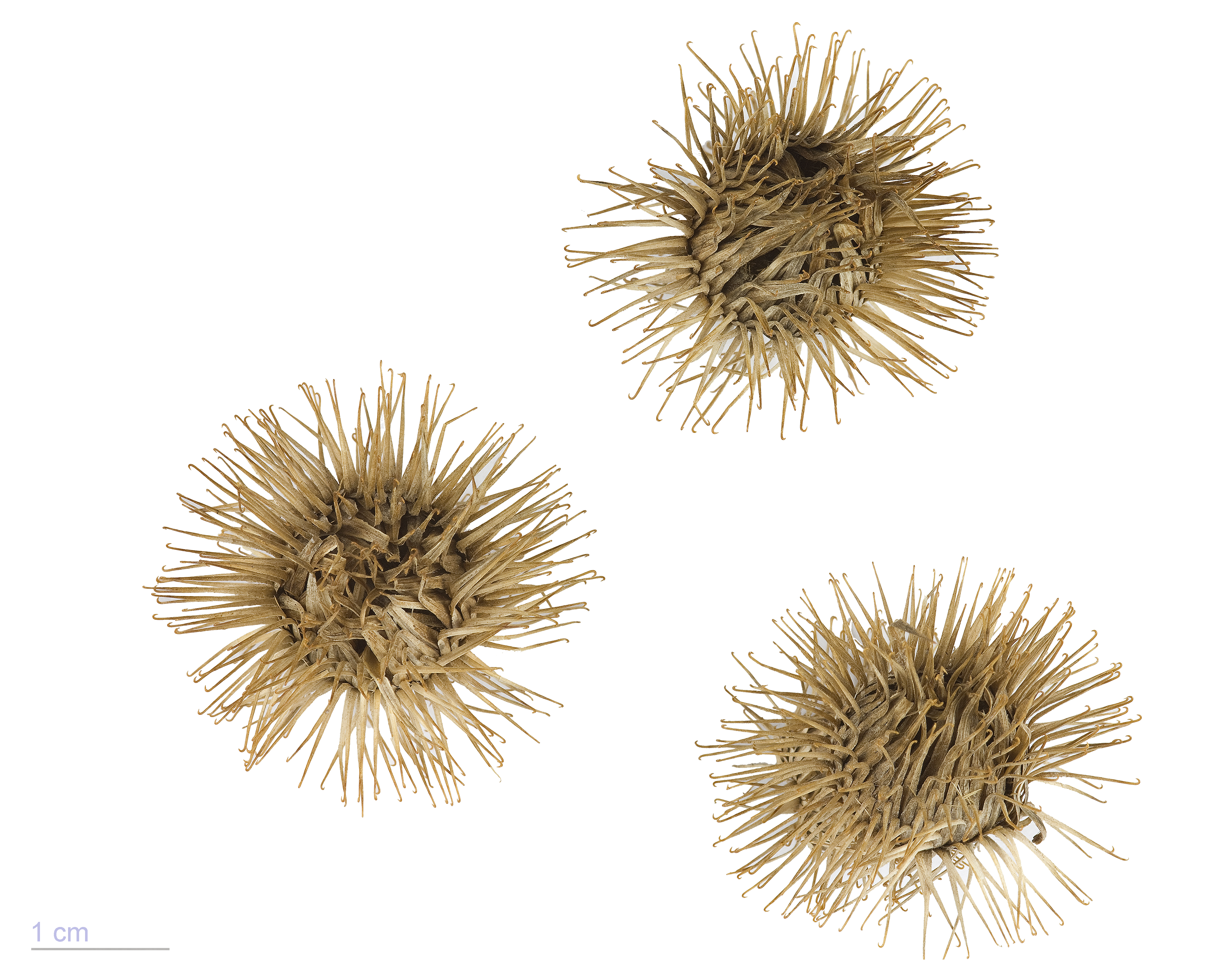
Typická suchá plodenství lopuchu

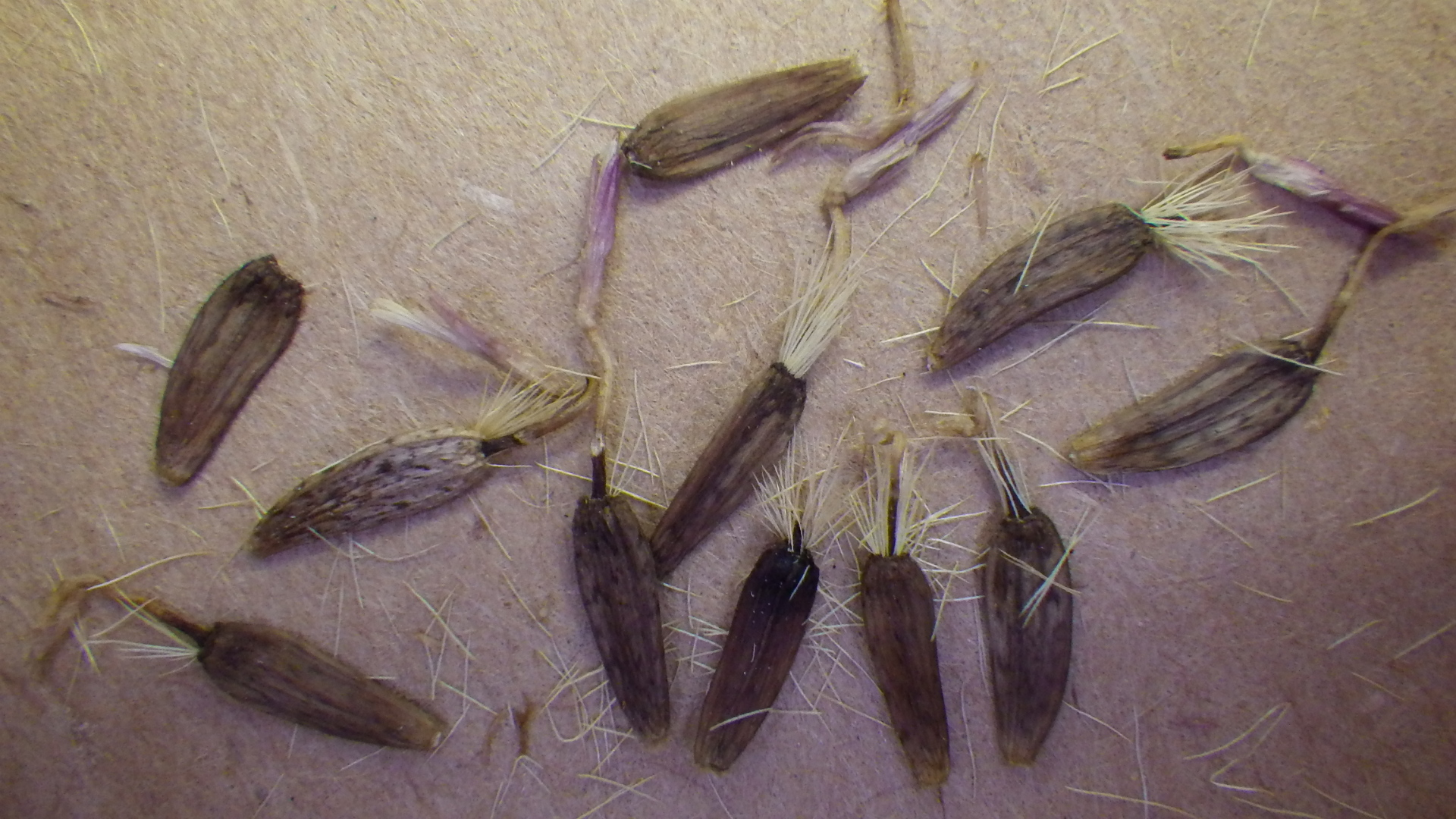
Semena lopuchu, nažky s ostrým chmýrem

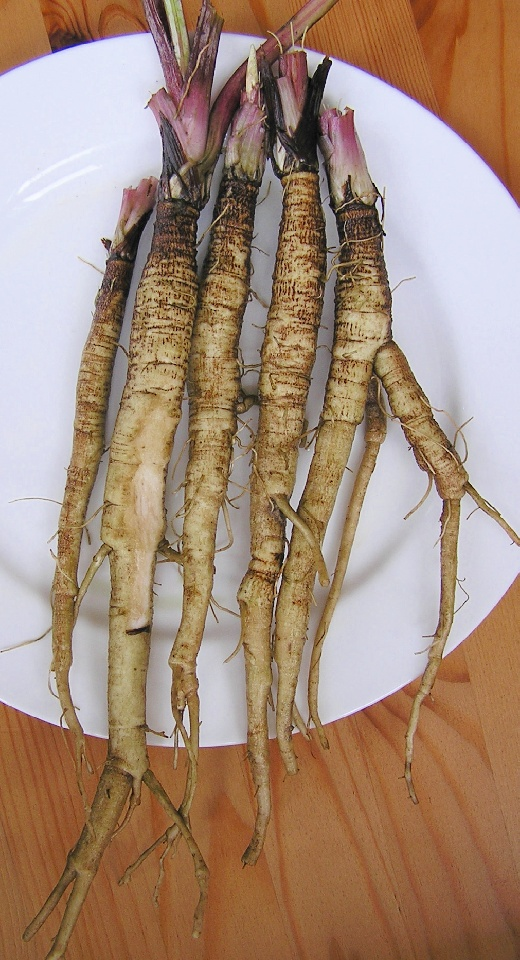
Kořen lopuchu většího

Mohutná bylina se silným kůlovým kořenem sahajícím do hloubky až 70 cm. Lodyha je silná, rýhovaná, vyplněná dření. Listy jsou velké, široce srdčité, řapíkaté, přičemž řapík je rovněž vyplněn dření. Přízemní listy jsou s čepelí až 50 cm dlouhé a 40 cm široké. Lodyžní listy jsou střídavé, menší než přízemní, oboje na spodní straně s bílým povlakem chlupů, celokrajné.
Nachově červené trubkovité květy jsou v kulovitých úborech o průměru 3 až 3,5 cm. Jejich zákrov je tvořen listeny s hákovitou špičkou, které se po zaschnutí zachycují ve zvířecí srsti a zajišťují tak šíření semen.
Semenem je nažka dlouhá 6 až 8 mm, černá, nahoře mírně zvrásněná. Je lysá, nevýrazně hranatá a nahoře širší než u základny. Nažka má nahoře prstenec štětin tvořený drobným ostrým chmýrem (pappus).

## Použití
V bylinkové kuchyni se používají mladé výhonky, řapíky a kořeny lopuchu, nikoli však listy, protože jsou příliš hořké. Křupavé čerstvě vyrostlé výhonky a oloupané řapíky se hodí jako zelenina ke konzumaci za syrova nebo uvařené jako chřest. Zvláštní delikatesou je dřeň. Má jemnou oříškovou chuť. Kořeny lopuchu se sklízejí od podzimu prvního do jara druhého roku. Tou dobou jsou ještě jemné konzistence a dají se jíst za syrova, uvařené nebo pečené. V Číně a Japonsku se rostlina pěstuje jako jednoletá kultura a považuje se za vynikající lahůdku v kuchyni.
V kosmetice se lopuchový olej používá jako masážní prostředek pro růst vlasů a při nadměrné tvorbě kožního mazu.
Jako vnitřní léčivý prostředek se při problémech s akné a u léčení různých kožních neduhů užívá lopuchový čaj. Může být též užíván jako močopudný prostředek při ledvinových chorobách. Pro poměrně nestálé obsahové látky je však lopuch považován za nespolehlivé léčivo.